# 若狭得治
若狭 得治(わかさ とくじ、1914年（大正3年）11月19日- 2005年（平成17年）12月27日)は、日本の運輸官僚、実業家。全日本空輸社長、会長、名誉会長を歴任した。親族に若狭和朋（甥）がいる。

## 来歴・人物
富山県出身。砺波中学、旧制富山高校を経て東京帝国大学に入学。

### 終戦まで
1937年（昭和12年）9月、東京帝大法学部政治学科在学中に高等試験行政科に3500人中の32番目で合格。官庁訪問に際し、若狭は同郷で内務省地方局に所属していた片岡清一に尋ねていた。片岡は若狭に対し、「内務省は、警保局（警察行政全般を指揮していた警察庁の前身）の連中が日ごとに軍人気取りで威張り出してきた。なんだか内務省全体が、統制派と自由派に割れているような気がする。とにかく省内が暗い」「そう、大蔵も悪くない。しかし、俺が穴場として面白いと思うのは逓信省だね。管船（海運、船舶、船員を掌理）、電気、郵便などの仕事もやりがいあったんじゃないかなといま後悔しているんだ」「所詮はカネ勘定をするにすぎない大蔵省よりも、むしろ活躍の場が広いんじゃないかな。俺だったら逓信省を狙う」と助言した。若狭は徐々に気持ちが逓信省へと傾いていき、最終的に逓信省を選択した。
1938年（昭和13年）東京帝大法学部政治学科を卒業後、逓信省に入省。淀橋郵便局に配属された。
1940年（昭和15年）国家主導で外国船を一括用船（チャーター）する帝国船舶株式会社の発足にかかわる。その後、逓信省外局海務院運行部補佐官、企画院出向、軍需省航空兵器総局補佐官を経て、1945年（昭和20年）3月、運輸通信省へ呼び戻され、満州国からの海流を使ったドラム缶による物資輸送ルートを検討する。同年6月、新潟市に設置された運輸省海運総局日本海事務局の輸送課長となり、終戦を迎える。

### 運輸官僚として
1946年（昭和21年）8月、戦後復興の物資の生産・配給を行う船舶公団の設立に関わり、計画造船を実施する。
1948年（昭和23年）2月、悪化した結核性肋膜炎の療養のため東海海運局伏木支局へ転勤。同年7月より新設された伏木海上保安所長を兼務。
1950年（昭和25年）2月に喀血し結核が悪化し療養生活を送るが回復し、1953年（昭和28年）10月、計画造船制度の運用を監査する大臣官房考査室長に着任し現場復帰を果たす(海運局海運監査官を兼務)。
その後、大臣官房企画課長、神戸海運局長、灯台部長を経て、1959年（昭和34年）5月に海運局次長に就任（局長は後の日航社長の朝田静夫）。次いで1961年（昭和36年）7月、海運局長に就任。海運局長時代には、海運会社を6社に統合し海運業界の体質強化を図った。
1965年（昭和40年）6月、運輸事務次官となる。鉄道局長の堀武夫とともに、国鉄料金の値上げ問題を処理。次いで戦後最大の船員ストの調停、日米航空協定の改定、日ソ航空協定の締結、新東京国際空港（現・成田国際空港）候補地の選定（→成田空港問題）、新東京国際空港公団の設立などの功績を残し、1967年(昭和42年)3月14日退任した。

### 全日空中興の祖
1969年（昭和44年）に全日空に顧問として招聘され、副社長を経て大庭哲夫の後任として1970年（昭和45年）に社長に就任する。社長としては全日空の国際チャーター便進出を実現させ、また関連企業としてホテル事業などを展開するなど経営の多角化を図り、「全日空中興の祖」と呼ばれた。その後、1976年（昭和51年）に会長となり、1991年（平成3年）に名誉会長、1997年（平成9年）に相談役、1998年（平成10年）から常勤顧問を勤めた。

### ロッキード事件
全日空社長時代の1976年（昭和51年）に次期大型機トライスターの選定をめぐるロッキード事件が発覚し、橋本登美三郎らへの全日空ルートでの贈賄は時効のため起訴されなかったが、外国為替管理法違反、議院証言法違反の罪に問われ、1992年（平成4年）最高裁判所で懲役3年執行猶予5年の刑が確定した。なお、有罪確定後も全日空の役職に留まった。

### その他の経歴
1968年（昭和43年）4月、港湾近代化促進協議会会長。
1968年（昭和43年）12月、日本海事財団会長。
1996年（平成8年）、日本航空協会会長。

### 死去
2005年（平成17年）12月に肺炎のため東京都内の病院で死去。